# Eugenio Martínez (periodista)
Eugenio G. Martínez es un periodista venezolano especializado en el ámbito electoral.

## Educación
Eugenio Martínez se graduó en comunicación social de la Universidad Católica Andrés Bello de Caracas y tiene una maestría en desarrollo organizacional.

## Carrera
Trabajó en la sección de política del diario El Universal por 17 años y en 2015 se convirtió en periodista independiente. Ha cubierto más de 23 elecciones para diferentes medios, de las cuales al menos 18 han sido procesos en Venezuela. Además, fue conductor del programa radial «Reforma pa que te enteres», en Radio Caracas Radio, y del programa de televisión y «El Termómetro».Por su cobertura electoral ha recibido varios premios internacionales, incluyendo un Premio Victoria en periodismo político.
El Sindicato Nacional de Periodistas denuncio esta acción
Eugenio ha sido crítico de las irregularidades ocurridas durante las elecciones presidenciales de Venezuela de 2024, incluyendo la falta de la publicación de las actas y la suspensión de tres auditorías postelectorales por parte del Consejo Nacional Electoral (CNE), y denunció la decisión el ente de proclamar a Nicolás Maduro como ganador de los comicios sin publicar resultados detallados. El 9 de agosto del mismo año, días después de las elecciones, Eugenio denunció el hostigamiento por parte del Servicio Bolivariano de Inteligencia (SEBIN) cerca de su residencia.
Ha sido director del portal informativo Votoscopio y profesor universitario por al menos 16 años.También es autor del libro "¿Por qué pasó lo que pasó?", un análisis del proceso político y electoral de 2006, y coautor de "Más allá del movimiento estudiantil".

## Obras
- ¿Por qué pasó lo que pasó?
- Más allá del movimiento estudiantil (coautor)